# Nic Fink
Nicolas Fink (conocido como Nic Fink; Houston, 3 de julio de 1993) es un deportista estadounidense que compite en natación, especialista en el estilo braza. Está casado con la nadadora Melanie Margalis.
Participó en dos Juegos Olímpicos de Verano, obteniendo tres medallas en París 2024, oro en 4 × 100 m estilos mixto y plata en 100 m braza y 4 × 100 m estilos, y el quinto lugar en Tokio 2020, en la prueba de 200 m braza.
Ganó trece medallas en el Campeonato Mundial de Natación entre los años 2022 y 2024, y doce medallas en el Campeonato Mundial de Natación en Piscina Corta, en los años 2021 y 2022.
Además, obtuvo dos medallas en los Juegos Panamericanos de 2019 y una medalla de oro en el Campeonato Pan-Pacífico de Natación de 2014.
Estudió Ingeniería eléctrica en la Universidad de Georgia, y trabaja como subgerente de proyectos en una empresa de servicios en Atlanta.

## Palmarés internacional
| Juegos Olímpicos                    | Juegos Olímpicos       | Juegos Olímpicos  | Juegos Olímpicos        |
| Año                                 | Lugar                  | Medalla           | Prueba                  |
| ----------------------------------- | ---------------------- | ----------------- | ----------------------- |
| 2024                                | París (Francia)        | Medalla de oro    | 4 × 100 m estilos mixto |
| 2024                                | París (Francia)        | Medalla de plata  | 100 m braza             |
| 2024                                | París (Francia)        | Medalla de plata  | 4 × 100 m estilos       |
| Campeonato Mundial                  |                        |                   |                         |
| Año                                 | Lugar                  | Medalla           | Prueba                  |
| 2022                                | Budapest (Hungría)     | Medalla de oro    | 50 m braza              |
| 2022                                | Budapest (Hungría)     | Medalla de oro    | 4 × 100 m estilos mixto |
| 2022                                | Budapest (Hungría)     | Medalla de plata  | 4 × 100 m estilos       |
| 2022                                | Budapest (Hungría)     | Medalla de bronce | 100 m braza             |
| 2023                                | Fukuoka (Japón)        | Medalla de oro    | 4 × 100 m estilos       |
| 2023                                | Fukuoka (Japón)        | Medalla de plata  | 50 m braza              |
| 2023                                | Fukuoka (Japón)        | Medalla de plata  | 100 m braza             |
| 2023                                | Fukuoka (Japón)        | Medalla de bronce | 4 × 100 m estilos mixto |
| 2024                                | Doha (Catar)           | Medalla de oro    | 100 m braza             |
| 2024                                | Doha (Catar)           | Medalla de oro    | 4 × 100 m estilos       |
| 2024                                | Doha (Catar)           | Medalla de oro    | 4 × 100 m estilos mixto |
| 2024                                | Doha (Catar)           | Medalla de bronce | 50 m braza              |
| 2024                                | Doha (Catar)           | Medalla de bronce | 200 m braza             |
| Campeonato Mundial en Piscina Corta |                        |                   |                         |
| Año                                 | Lugar                  | Medalla           | Prueba                  |
| 2021                                | Abu Dabi (EAU)         | Medalla de oro    | 50 m braza              |
| 2021                                | Abu Dabi (EAU)         | Medalla de oro    | 200 m braza             |
| 2021                                | Abu Dabi (EAU)         | Medalla de oro    | 4 × 50 m estilos        |
| 2021                                | Abu Dabi (EAU)         | Medalla de plata  | 4 × 100 m estilos       |
| 2021                                | Abu Dabi (EAU)         | Medalla de plata  | 4 × 50 m estilos mixto  |
| 2021                                | Abu Dabi (EAU)         | Medalla de bronce | 100 m braza             |
| 2022                                | Melbourne (Australia)  | Medalla de oro    | 50 m braza              |
| 2022                                | Melbourne (Australia)  | Medalla de oro    | 100 m braza             |
| 2022                                | Melbourne (Australia)  | Medalla de oro    | 4 × 100 m estilos       |
| 2022                                | Melbourne (Australia)  | Medalla de oro    | 4 × 50 m estilos mixto  |
| 2022                                | Melbourne (Australia)  | Medalla de plata  | 200 m braza             |
| 2022                                | Melbourne (Australia)  | Medalla de plata  | 4 × 50 m estilos        |
| Juegos Panamericanos                |                        |                   |                         |
| Año                                 | Lugar                  | Medalla           | Prueba                  |
| 2019                                | Lima (Perú)            | Medalla de oro    | 4 × 100 m estilos       |
| 2019                                | Lima (Perú)            | Medalla de plata  | 200 m braza             |
| Campeonato Pan-Pacífico             |                        |                   |                         |
| Año                                 | Lugar                  | Medalla           | Prueba                  |
| 2014                                | Gold Coast (Australia) | Medalla de plata  | 200 m braza             |